# Elisabetta Pellini

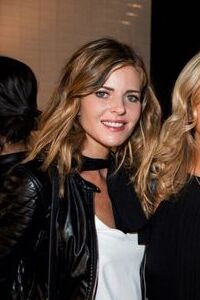
Elisabetta Pellini (2015)

Elisabetta Pellini (* 6. April 1974 in Sorengo bei Lugano, Schweiz) ist eine italienische Schauspielerin.

## Leben
Elisabetta Pellini wurde im Schweizer Kanton Tessin geboren, ist jedoch italienischer Nationalität. Ihre lombardischen Eltern stammen aus Mailand und Varese. Im Alter von fünf Jahren erlernte sie bereits klassischen Tanz. Als Schülerin besuchte sie mehrere Jahre die Mittelschule in Besozzo bei Varese. Elisabetta Pellini erlernte zunächst Buchhaltung. Danach besuchte Pellini die Universität Mailand, wo sie Jurisprudenz studierte. Einen Abschluss machte sie nicht, da sie 1995 für die Modeagentur Riccardo Gay als Model zu arbeiten begann. Im selben Jahr begann sie als Moderatorin im italienischen Fernsehsender Canale 5. Elisabetta Pellinis Debüt als Schauspielerin gab sie 1998 in Cucciolo von Regisseur Neri Parenti. Sie siedelte nach Rom über und widmete sich gänzlich ihrer Schauspielausbildung. Sie erlernte Schauspieltechniken bei Annabella Cerliani, besuchte Seminare der Methode Strasberg bei Ilsa Prestinari und erhielt Gesangsunterricht von Francesca Romano. Elisabetta Pellini spielte in ihrer bisherigen Karriere ausschließlich in italienischen Kinofilmen und Fernsehproduktionen mit. In Deutschland ist sie durch eine Episodenrolle in der 2009 ausgestrahlten ZDF-Krimireihe Kommissar Rex bekannt geworden. Elisabetta Pellini übernahm im April 2008 die Schirmherrschaft für das Festival del Cinema di Busto.
Die passionierte Wintersportlerin beschäftigt sich in ihrer Freizeit mit Schreiben, Tanzen, Malen und Reisen.

## Filmografie (Auswahl)

### Kinofilme
- 1998 Cucciolo
- 1999 Il cielo in una stanza
- 2000 Denti
- 2001 Amici ahrarara
- 2003 Per sempre
- 2003 Non sono io
- 2004 Balletto di guerra
- 2006 Non prendere impegni stasera
- 2008 Un giorno perfetto
- 2009 I fiori di Kirkuk

### Fernsehfilme und Fernsehserien
- 2001 Una donna per amico 3
- 1999 L’ispettore Giusti
- 1999 Cornetti al miele
- 2000 Il maresciallo Rocca 3
- 2000 Ricominciare
- 2001 Compagni di scuola
- 2002 Incantesimo 5
- 2005 Elisa (Elisa di Rivombrosa 2)
- 2006 Questa è la mia terra
- 2006 Un ciclone in famiglia 2
- 2006 Eravamo solo mille
- 2007 Distretto di polizia 7
- 2007 Un medico in famiglia 5
- 2007 Senza via d’uscita
- 2008 Kommissar Rex (Rex)
- 2008 Il commissario De Luca
- 2009 Il mistero del lago
- 2009 Piloti
- 2009 Un coccodrillo per amico
- 2009 Le cose che restano